# Nakajima Homare

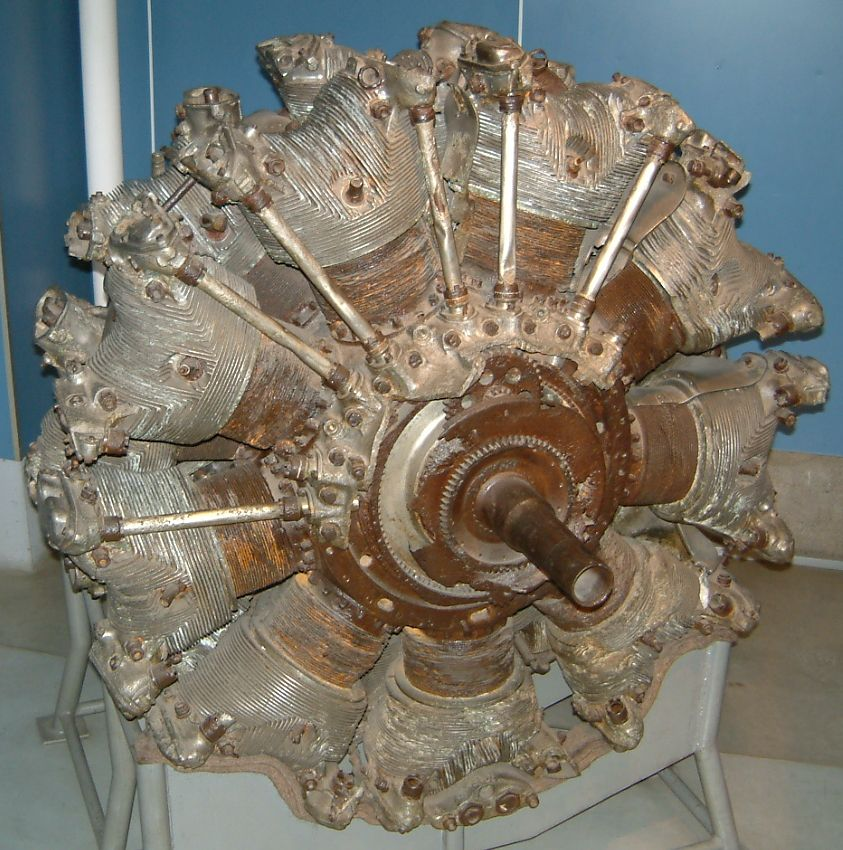
Nakajima Homare.

Le Nakakima Homare (誉, honneur ou éloge, nom donné par la marine) ou Ha-45 (désignation de l'armée)  est un moteur d'avion en étoile à dix-huit cylindres produit au Japon, par Nakajima, pendant la Seconde Guerre mondiale.

## Conception
L'étude du moteur Homare commence en 1940. C'est un dérivé direct du  Sakae, connu notamment pour équiper le chasseur Mitsubishi A6M « zero » le bombardier-torpilleur Nakajima B5N « Kate ». Le Sakae, basé sur la licence des moteurs Gnome et Rhône, est un 14 cylindres en double étoile de 27,8 litres. Le Homare conserve les mêmes cylindres, mais en possède 18. Ce moteur est très compact son diamètre n'excéde celui du Sakae de 1 100 ch que de 3 cm. Cela permet de ne pas avoir à modifier radicalement la cellule du Hayabusa pour l'équiper du Homare, ce qui donne naissance au redoutable Hayate.
Il possède aussi une suralimentation bien plus évoluée que celle du Sakae, à deux étages et trois vitesses, car il est conçu pour opérer à haute altitude.
Conçu pour des puissances de la gamme 1 800-2 000 ch, ce moteur fut difficile à mettre au point, en particulier du fait du manque de métaux rares indispensables à la fabrication d'alliages résistants à la fin de la guerre. De plus, la baisse de la qualité de la main d'œuvre à la fin du conflit dégrada considérablement la qualité des usinages et des assemblages. 

## Production
Comme le Sakae, le Homare est produit dans l'immense usine Nakajima de Musashino, en périphérie de Tokyo. Dans la deuxième moitié de la guerre, Nakajima ne produit que ces deux moteurs, ayant abandonné tout autre programme. Plus de 8 000 moteurs Homare ont été construits. La production monte en cadence jusqu'en avril 1944, date à laquelle l'usine est bombardée pour la première fois, elle est ensuite fluctuante, en partie déplacée dans d'autres usines (y compris des sites souterrains). 

## Avions équipés
- Aichi B7A
- Kawanishi N1K1-J
- Mitsubishi A7M
- Nakajima C6N
- Nakajima G8N
- Nakajima Ki-84
- Yokosuka P1Y

## Variantes
- Homare 11 - 1 650 ch (1 230 kW), 1 820 ch (1 357 kW), 1 900 ch (1 417 kW)
- Homare 12 - 1 825 ch (1 361 kW)
- Homare 21 - 1 990 ch (1 484 kW)